# Protapanteles harrisinae
Protapanteles harrisinae är en stekelart som först beskrevs av Muesebeck 1953.  Protapanteles harrisinae ingår i släktet Protapanteles och familjen bracksteklar. Inga underarter finns listade i Catalogue of Life.